# Faetón

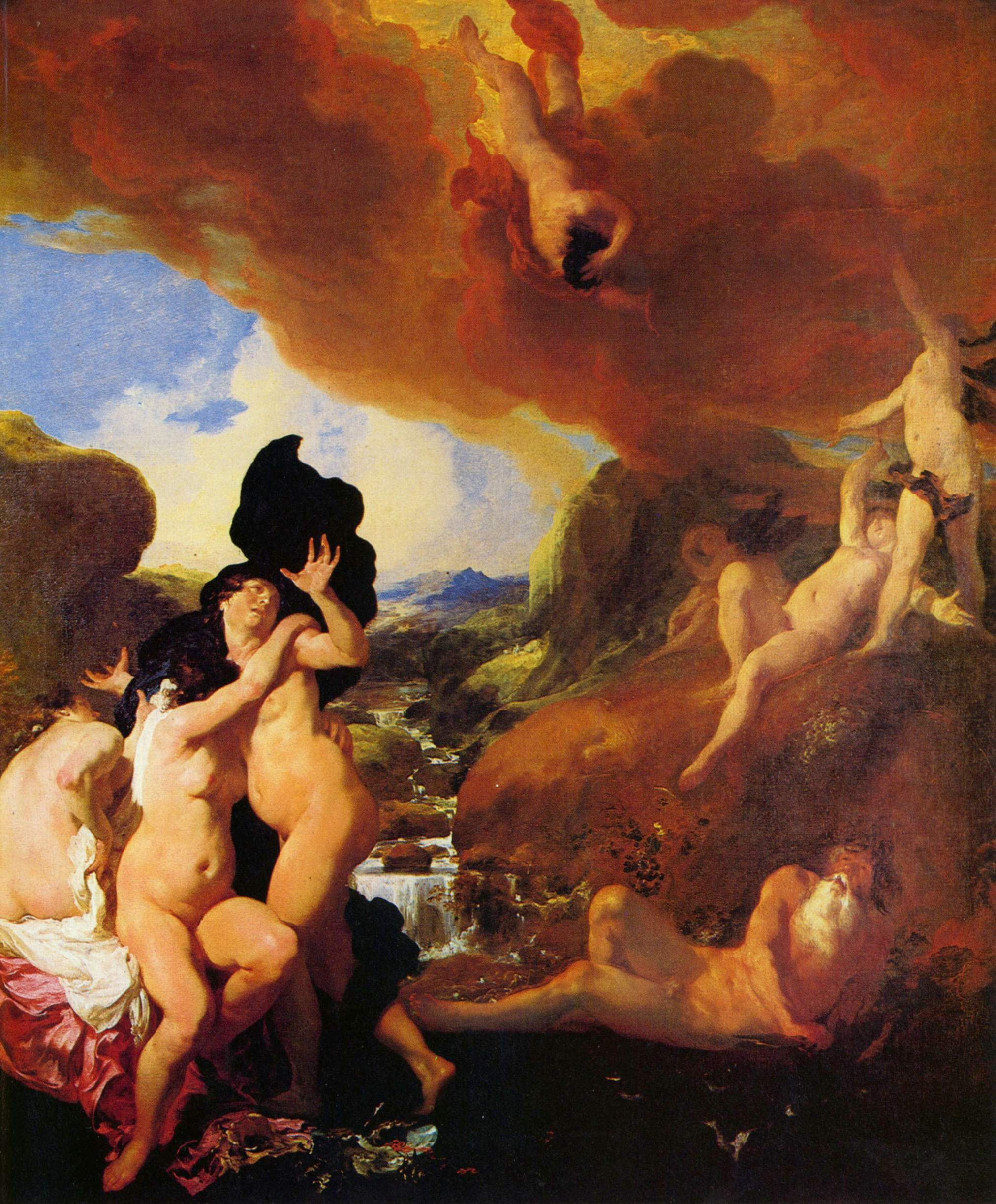
Johann Liss: La caída de Faetón, de principios del siglo XVII.

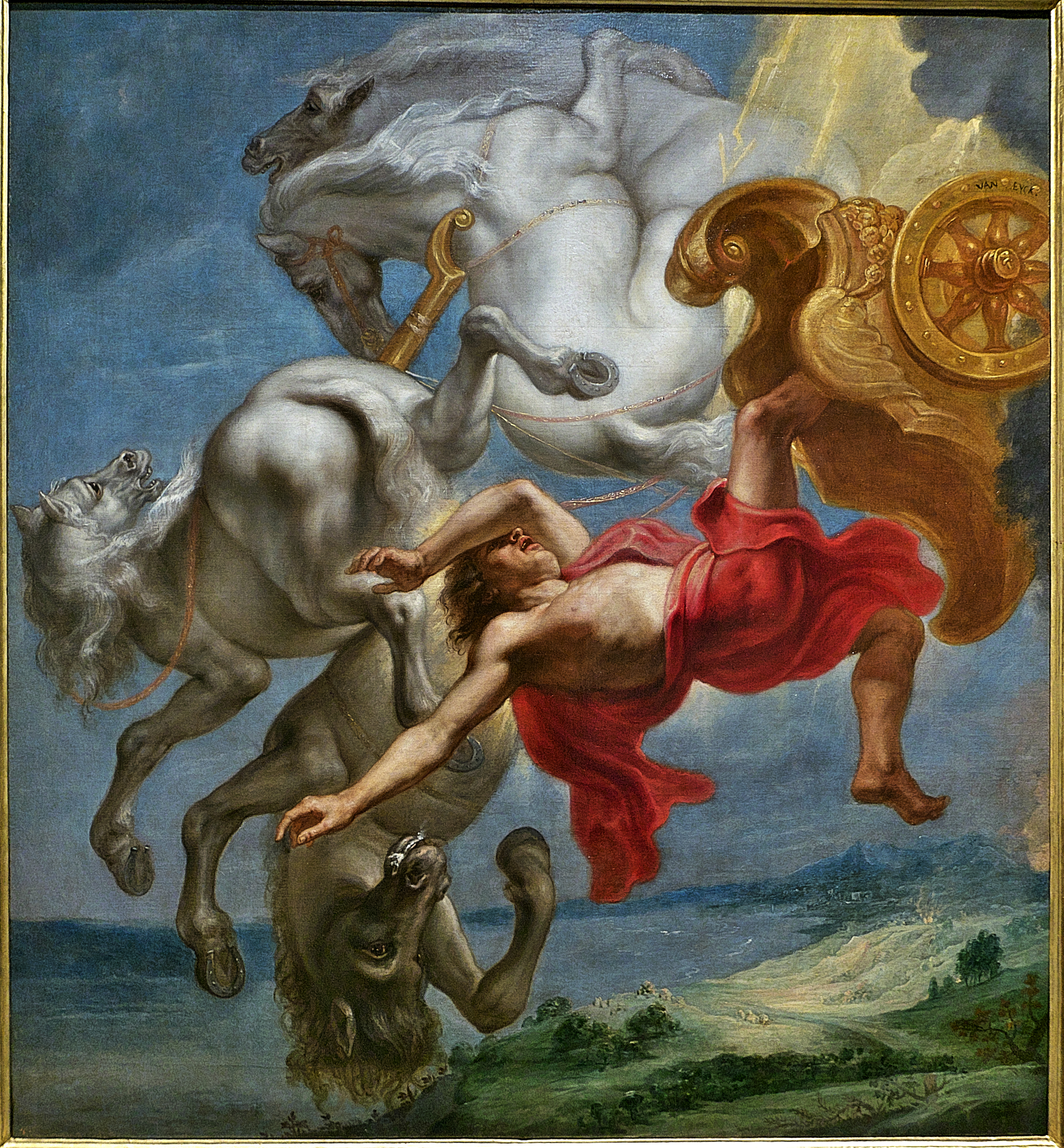
Jan Carel van Eyck: La caída de Faetón.

En la mitología griega, Faetón o Faetonte (en griego antiguo: Φαέθων, -οντος; latín: Phaĕthon, -ontis; «brillante», «radiante») era un hijo de Helios y hermano de las Helíades, especialmente recordado por ser el malhadado conductor del carro del sol. 
Puede ser hijo de Helios y Clímene, hija de Océano; o bien de Clímeno y la oceánide Mérope; o puede que de Helios y Rode. Tzetzes se complica diciendo que Helios y la océanide Clímene tuvieron a otro Faetón; el Faetón conductor de carro del sol era hijo de Helios y Prote, hija de Neleo. El Faetonte hijo de Helios y Clímene, la hija de Minias, del Catálogo de mujeres, probablemente se trate del mismo personaje.
Faetón alardeaba con sus amigos de que su padre era el dios-sol, y ellos se resistían a creerlo. Uno de ellos, Épafo, decía ser hijo de Zeus para competir con él, lo que enojó a Faetón, que terminó acudiendo a su padre Helios, quien juró por el río Estigia darle lo que pidiera. Faetón quiso conducir su carruaje (el sol) un día. Aunque Helios intentó disuadirle, Faetón se mantuvo inflexible. Cuando llegó el día, Faetón se dejó llevar por el pánico y perdió el control de los caballos blancos que tiraban del carro. Primero giró demasiado  alto, de forma que la tierra se enfrió. Luego bajó demasiado, y la vegetación se secó y ardió. Faetón convirtió accidentalmente en desierto la mayor parte de África, quemando la piel de los etíopes hasta volverla negra. Finalmente, Zeus fue obligado a intervenir golpeando el carro desbocado con un rayo para pararlo, haciendo caer a Faetón que se ahogó en el río Erídano (Po). Su amigo Cicno se apenó tanto que los dioses lo convirtieron en cisne. Sus hermanas, las helíades, también se apenaron y fueron transformadas en alisos o álamos, según Ovidio, convirtiéndose sus lágrimas en ámbar.
La moraleja de la historia es un añadido posterior. En las primeras referencias homéricas, Faetón es simplemente otro nombre del propio Helios. La sustitución de este por Apolo como dios-sol es posterior. 
Se conservan fragmentos de la tragedia de Eurípides sobre este mito, Phaethon (Φαέθων). Al reconstruir la obra perdida y discutir los fragmentos, James Diggle ha cuestionado el tratamiento del mito de Faetón.
El tema de la estrella caída debe haber sido familiar en Israel, pues Isaías se refiere a él cuando amonesta al rey de Babilonia por su orgullo. La Enciclopedia Judía cuenta que 

es obvio que el profeta, al atribuir al rey babilonio un exceso de orgullo, seguido de su caída, tomó la idea prestada de una leyenda popular relacionada con la estrella de la mañana.

La imagen de la estrella caída reaparece en el Apocalipsis de Juan, donde también se narra una guerra en el cielo entre el arcángel Miguel y el Dragón (identificado como "la antigua serpiente", el diablo, y Satanás) y la caída de éste y de sus ángeles rebeldes del cielo (Ap. 12:7-12). En el siglo IV, Jerónimo de Estridón tradujo «estrella de la mañana» como «Lucifer».[cita requerida]

## Faetón, hijo de Eos
En otra tradición, Faetón es uno de los hijos que Eos dio a Céfalo, y que Afrodita raptó de niño para convertirlo en un demon, guardián nocturno de sus más sagrados santuarios. Fue padre con Afrodita de Astínoo. Los cretenses le llamaron Adymus, que para ellos significaba estrella de la mañana y de la tarde.

## Evocaciones artísticas
En el Siglo de Oro español, el mito ha sido frecuentemente recreado, en obras como: Los rayos de Faetón (1639), de Pedro Soto de Rojas; La Fábula de Faetón (1629), del Conde de Villamediana; El perro del hortelano (1613) y El animal de Hungría   (1617) , de  Lope de Vega; o El hijo del Sol, Faetón, comedia de Pedro Calderón de la Barca, quien también hace referencia a él en el arranque de La vida es sueño. Así mismo, Sor Juana Inés de la Cruz utiliza al personaje de Faetón en el poema Primero sueño (1692) como una analogía al deseo de alcanzar el conocimiento. 
La literatura inglesa también lo ha hecho: Ben Jonson lo menciona en su Masque of Blackness como alguien que «fired the world» (‘encendió el mundo’) y Shakespeare también lo cita, en la obra Romeo y Julieta (línea 3, escena 2, acto 3), mientras Julieta habla de Romeo. El mito de Faetón le sirve también a E. M. Forster para vertebrar el plano alegórico del capítulo sexto de Una habitación con vistas (1908). En la actualidad, la leyenda de Faetón es usada por John C. Wright para crear el protagonista principal, junto a su padre Helión, de su trilogía de novelas de ciencia ficción: La edad de oro, Fénix exultante y La trascendencia dorada. También es recordado por Jonathan Swift en "Los Viajes de Gulliver", cuando el capitán Thomas Wilcocks compara el vuelo en el pico de un águila  y caída al mar del camarín en el que se alojaba el protagonista con el mito de Faetonte.
La pintura también trató frecuentemente este mito, ocupándose en ilustrarlo artistas como Jan Carel van Eyck, Nicolas Poussin, Lucas Jordan, Francisco Pacheco, Rubens, y Goya, entre otros.
En música, el mito ha sido frecuentemente utilizado como argumento en óperas, poemas sinfónicos, tragedias líricas y ballets. Los más importantes son:
- Jean-Baptiste Lully compuso una tragedia lírica llamada Phaéton (1683).
- Camille Saint-Saëns también compuso a su vez un poema sinfónico llamado Phaéton (1873).
- Carl Ditters von Dittersdorf compuso su Sinfonía n.° 2, La caída de Faetón, como parte del conjunto de sinfonías basadas en Las metamorfosis de Ovidio (c. 1785).